# Amane Beriso Shankule
Amane Beriso Shankule (ur. 13 października 1991) – etiopska lekkoatletka, specjalizująca się w biegach długich. W 2022 zwyciężyła w biegu maratońskim w Walencji, a w 2023 została srebrną medalistką Maratonu Bostońskiego. Mistrzyni świata 2023.